# FC Okzhetpes Kokshetau (femenino)
El equipo femenino del FC Okzhetpes Kokshetau es un club de la ciudad de Kokshetau y juega en la Liga femenina de fútbol de Kazajistán, máxima categoría del fútbol femenino en el país.
Participó por primera vez de la Liga de Campeones Femenina de la UEFA en la temporada 2020-21 cayendo en primera ronda ante el WFC Lanchkhuti de Georgia en tiempo extra.